# Kleins firegruppe
Inden for algebra er Kleins firegruppe (eller firergruppe) en abelsk gruppe med orden 4. Opkaldt efter Felix Klein der kaldte den Vierergruppe. Den kan specificeres som mængden {1, a, b, c} hvor elementet 1 er det neutrale element, og hvor multiplikationen er fastlagt ved at ethvert elements produkt med sig selv er 1, mens produktet af to elementer forskellige fra 1 giver det tredje element forskelligt fra 1:
| * | 1 | a | b | c |
| - | - | - | - | - |
| 1 | 1 | a | b | c |
| a | a | 1 | c | b |
| b | b | c | 1 | a |
| c | c | b | a | 1 |
Kleins firegruppe er det mindste eksempel på en gruppe der ikke er cyklisk. Den kan også realiseres som den multiplikative gruppe {1, 3, 5, 7} modulo 8.